# Виллат, Сезар
Сезар Виллат (фр. Césaire Villatte; 13 января 1816, Нойштрелиц — 12 июня 1895, Нойштрелиц) — немецкий лексикограф французского происхождения.
Изучал филологию в Берлине, в 1838—1884 гг. преподавал там же французский язык. Приобрёл известность, главным образом, благодаря «Энциклопедическому франко-немецкому и немецко-французскому словарю» (1869—1880), составленному совместно с Карлом Эрнстом Августом Заксом и вышедшему в издательстве Густава Лангеншейдта. Кроме того, опубликовал ставшую весьма популярной статью «Паризизмы» (нем. Parisismen; 1884), в которой впервые была собрана лексика парижского арго.